# Ганущак Микола Іванович
Ганущак Микола Іванович  — український вчений у галузі хімії ароматичних сполук, доктор хімічних наук, професор кафедри органічної хімії Львівського національного університету імені Івана Франка.

## Життєпис
Ганущак Микола Іванович народився 25 листопада 1934 р. в с. Чернятин Городенківського району Івано-Франківської області в селянській родині. Його батько загинув на фронті в січні 1945 р., що важко позначилося на долі всієї сім'ї. Незважаючи на скрутні умови життя, Микола Ганущак успішно закінчив у 1952 р. Городенківську середню школу і вступив на хімічний факультет Чернівецького університету, де відразу зацікавився дослідницькою роботою. Він щороку виступав із доповідями на університетських конференціях. Переддипломну практику М. І. Ганущак проходив у Москві, в Інституті органічної хімії ім. М. Зелінського АН СРСР, де молодий хімік освоював методи синтезу галогензаміщених вінілових ефірів. Водночас відвідував Московський університет і слухав лекції видатних хіміків: О. Несмєянова, О. Реутова, О. Коста та інших. Ця практика, а потім дипломна робота, присвячена вивченню купрокаталітичної взаємодії дієнів з ароматичними солями діазонію, пробуджували глибокий інтерес М. І. Ганущака до наукових досліджень. Значний вплив на формування його світогляду зробив талановитий хімік і наставник Андрій Володимирович Домбровський.
Педагогічна діяльність М. І. Ганущака розпочалась ще у 1957 р., коли після закінчення Чернівецького університету Микола Іванович почав працювати вчителем фізики і хімії в Рукшинській школі Хотинського району Чернівецької області, а згодом інспектором шкіл того ж району. У 1961 р. закінчив аспірантуру, а у 1962 захистив кандидатську дисертацію «Хлорарилювання і арилювання гомологів і аналогів дивінілу та перетворення продуктів реакції» і отримав ступінь к. х. н. У травні 1973 р., в Ленінградському технологічному інституті, захистив докторську дисертацію «Дослідження взаємодії 1,3-дієнів з ароматичними солями діазонію і перетворення продуктів реакції»
З 1962—1963 рр. старший науковий співробітник, 1963—1965 рр. старший викладач, 1965—1976 рр. доцент, 1976—1977 рр. професор кафедри органічної хімії Чернівецького університету. У 1977 р. очолив кафедру органічної хімії Львівського університету якою успішно керував впродовж 26 років, у 2003—2007 рр. професор цієї ж кафедри, де блискуче читав лекції з курсу органічної хімії.
Микола Іванович Ганущак був не тільки талановитим хіміком, але й непересічною щирою людиною, знавцем літератури, історії та мистецтва. Багато його вихованців успішно працюють науковцями, викладачами, працівниками хімічної промисловості, вчителями хімії в усіх регіонах України.

## Наукові досягнення
Микола Іванович Ганущак опублікував у провідних хімічних журналах понад 400 статей та одержав 48 патентів, що є фундаментальним науковим здобутком. Основним напрямком його наукової роботи є широкопланові дослідження взаємодії ароматичних солей діазонію з ненасиченими сполуками. М. І. Ганущаком систематично досліджено реакції галогенідів арендіазонію з мононенасиченими та дієновими сполуками. Реакцією 4-хлор-1-арил-2-бутенів з піперидином, тетрагідрохіноліном, піридином розроблено методи одержання третинних амінів — 4-N-аміно-1-арил-2-бутенів. При дії на останні йодистого метилу з кількісними виходами одержано четвертинні солі, які є ефективними антимікробними та терапевтичними препаратами, що характеризуються гіпотензивними, курарезуючими і гангліоблокуючими властивостями.
М. І. Ганущаком відкрита реакція ароматичних солей діазонію з алкенами та дієнами в присутності аніоноїдних реагентів — реакція аніонарилювання і показано, що відома реакція Меєрвейна є частковим випадком цієї реакції. Реакцією ароматичних солей діазонію з алкенами в присутності йодидів металів, М. І. Ганущаку вдалось розробити метод одержання — 1-йод-2-арилетанів, які можуть містити йод як біля первинного, так і вторинного й третинного атомів вуглецю.
Професор М. І. Ганущак підготував 2 докторів та 18 кандидатів хімічних наук.

## Громадська діяльність
Професор М. І. Ганущак був членом спеціалізованої вченої ради з захисту кандидатських та докторських дисертацій НУ «Львівська політехніка»;  редакційної колегії вісника Львівського університету. Серія. Хімічна;  «Наукових записок» Чернівецького університету. Серія. Хімія; «Наукових записок» Тернопільського педагогічного університету. Серія. Хімія; журналу «Органічна і фармацевтична хімії».

## Вибрані публікації
1. Ганущак М. І., Біла Є. Є., Обушак М. Д., Клим М. І. Номенклатура органічних сполук: навч. посіб.-Львів: В. Ц. ЛНУ ім. І. Франка, 2001. — 171 с.
2. Ганущак М. І., Карп'як В. В. ; ред. Веремчук Т. А., Корек. М. В. Ревега. Функціональні похідні карбонових та вугільної кислот: навч. посіб. /   М-во освіти і науки України, Львів. нац. ун-т ім. Івана Франка. — Львів: ЛНУ, 2002. — 292 с.
3. Ганущак Н. И. Каталитическое действие хлорида железа (И) в реакции Меервейна / Н. И. Ганущак, Н. Д. Обушак, Г. Я. Лука // ЖОХ. -1981.-т. 17.-с. 870.
4. Ганущак Н. И. Взаимодействие 1,3-алкадиенов с хлоридами арилдиа-зония в присутствии хлорида железа (II) / Н. И. Ганущак, Н. Д. Обушак, О. П. Полищук // ЖОХ. -1982. т. 18. — с. 726.
5. Ганущак Н. И. Оксиарилирование дивинила сульфатами, нитратами и борфторидами арилдиазония / Н. И. Ганущак, Б. Д. Грищук, А. В. Домбровский // ЖОХ. 1973. — т. 9. — с. 1004.
6. Реакции хлористого бифенилдиазония и его производных с непредельными соединениями / Н. И. Ганущак, Б. Д. Грищук, К. Г. Тащук [ и др.] // Журн. общ. химии. –1972. — Т. 42, Вып. 12. — С. 2549—2559.
7. Ганущак Н. И. Взаимодействие акрилатов с 4,4'-тетразонийдиарилами и О, О-диалкилдитиофосфатами калия / Н. И. Ганущак, Н. Д. Обушак, И. С. Федорович // Укр. хим. журн. — 1987. — Т. 53, № 9. — С. 970—972
8. Ганущак Н. И., Кобрин Л. О., Билая Е. Е., Мизюк В. Л. Азометиновые производные 6-амино-2H-хромен-2-она. Синтез и особенности спектров ЯМР 1Н // Журнал органической химии. 2005. Т. 41, вып 7. С. 1085—1091
9. Ганущак Н. И. Реакция Меервейна как частный случай каталитического взаимодействия с непредельными соединениями // Вестник Львов. ун-та. Сер. хим. — 1980. — Вып.22. — С.53-57.